# Campionatul European de Atletism din 2016
A 23-a ediție a Campionatului European de Atletism s-a desfășurat între 6 și 10 iulie 2016 la Amsterdam, Țările de Jos. Au participat 1339 de sportivi, veniți din 51 de țări.

## Stadionul Olimpic
Probele au avut loc pe Stadionul Olimpic din Amsterdam. Acesta a fost construit pentru Jocurile Olimpice de vară din 1928.

## Rezultate
RM - record mondial; RE - record european; RC - record al competiției; RN - record național; PB - cea mai bună performanță a carierei

### Masculin
| Probă sportivă       | Aur                                                                                           | Aur      | Argint                                                                                 | Argint   | Bronz                                                                                                  | Bronz    |
| 100 m                | Churandy Martina (NED)                                                                        | 10,07    | Jak Ali Harvey (TUR)                                                                   | 10,07    | Jimmy Vicaut (FRA)                                                                                     | 10,08    |
| 200 m                | Bruno Hortelano (ESP)                                                                         | 20,45    | Ramil Guliyev (TUR)                                                                    | 20,51    | Daniel Talbot (GBR)                                                                                    | 20,56    |
| 400 m                | Martyn Rooney (GBR)                                                                           | 45,29    | Pavel Maslák (CZE)                                                                     | 45,36    | Liemarvin Bonevacia (NED)                                                                              | 45,41    |
| 800 m                | Adam Kszczot (POL)                                                                            | 1:45,18  | Marcin Lewandowski (POL)                                                               | 1:45,54  | Elliot Giles (GBR)                                                                                     | 1:45,54  |
| 1500 m               | Filip Ingebrigtsen (NOR)                                                                      | 3:46,65  | David Bustos (ESP)                                                                     | 3:46,90  | Henrik Ingebrigtsen (NOR)                                                                              | 3:47,18  |
| 5000 m               | Ilias Fifa (ESP)                                                                              | 13:40,85 | Adel Mechaal (ESP)                                                                     | 13:40,85 | Richard Ringer (GER)                                                                                   | 13:40,85 |
| 10 000 m             | Polat Kemboi Arıkan (TUR)                                                                     | 28:18,52 | Ali Kaya (TUR)                                                                         | 28:21,42 | Antonio Abadía (ESP)                                                                                   | 28:26,07 |
| Semimaraton          | Tadesse Abraham (SUI)                                                                         | 1:02:03  | Kaan Kigen Özbilen (TUR)                                                               | 1:02:27  | Daniele Meucci (ITA)                                                                                   | 1:02:38  |
| 110 m garduri        | Dimitri Bascou (FRA)                                                                          | 13,25    | Balázs Baji (HUN)                                                                      | 13,28 RN | Wilhem Belocian (FRA)                                                                                  | 13,33    |
| 400 m garduri        | Yasmani Copello (TUR)                                                                         | 48,98    | Sérgio Fernández (ESP)                                                                 | 49,06    | Kariem Hussein (SUI)                                                                                   | 49,10    |
| 3000 m obstacole     | Mahiedine Mekhissi-Benabbad (FRA)                                                             | 8:25,63  | Aras Kaya (TUR)                                                                        | 8:29,91  | Yoann Kowal (FRA)                                                                                      | 8:30,79  |
| Ștafetă 4×100 m      | Regatul Unit James Dasaolu Adam Gemili James Ellington Chijindu Ujah                          | 38,17    | Franța Marvin René Stuart Dutamby Mickael-Meba Zeze Jimmy Vicaut                       | 38,38    | Germania Julian Reus Sven Knipphals Roy Schmidt Lucas Jakubczyk                                        | 38,47    |
| Ștafetă 4×400 m      | Belgia · Julien Watrin · Jonathan Borlée · Dylan Borlée · Kévin Borlée · (Robin Vanderbemden) | 3:01:10  | Polonia Rafał Omelko Kacper Kozłowski Łukasz Krawczuk Jakub Krzewina (Michał Pietrzak) | 3:01:18  | Regatul Unit Rabah Yousif Delano Williams Jack Green Matthew Hudson-Smith (Nigel Levine) (Jarryd Dunn) | 3:01:44  |
| Săritura în înălțime | Gianmarco Tamberi (ITA)                                                                       | 2,32     | Robbie Grabarz (GBR)                                                                   | 2,29     | Chris Baker (GBR) · Eike Onnen (GER)                                                                   | 2,29     |
| Săritura în lungime  | Greg Rutherford (GBR)                                                                         | 8,25     | Michel Tornéus (SWE)                                                                   | 8,21     | Ignisious Gaisah (NED)                                                                                 | 7,93     |
| Săritura cu prăjina  | Robert Sobera (POL)                                                                           | 5,60     | Jan Kudlička (CZE)                                                                     | 5,60     | Robert Renner (SLO)                                                                                    | 5,50     |
| Triplusalt           | Max Hess (GER)                                                                                | 17,20    | Karol Hoffmann (POL)                                                                   | 17,16    | Julian Reid (GBR)                                                                                      | 16,76    |
| Aruncarea greutății  | David Storl (GER)                                                                             | 21,31    | Michał Haratyk (POL)                                                                   | 21,19    | Tsanko Arnaudov (POR)                                                                                  | 20,59    |
| Aruncarea discului   | Piotr Małachowski (POL)                                                                       | 67,06    | Philip Milanov (BEL)                                                                   | 65,71    | Gerd Kanter (EST)                                                                                      | 65,27    |
| Aruncarea suliței    | Zigismunds Sirmais (LAT)                                                                      | 86,66    | Vítězslav Veselý (CZE)                                                                 | 83,59    | Antti Ruuskanen (FIN)                                                                                  | 82,44    |
| Aruncarea ciocanului | Paweł Fajdek (POL)                                                                            | 80,93    | Ivan Tikhon (BLR)                                                                      | 78,84    | Wojciech Nowicki (POL)                                                                                 | 77,53    |
| Decatlon             | Thomas Van der Plaetsen (BEL)                                                                 | 8218     | Adam Helcelet (CZE)                                                                    | 8157     | Mihail Dudaš (SRB)                                                                                     | 8153     |

### Feminin
| Probă sportivă       | Aur                                                                        | Aur      | Argint                                                                 | Argint     | Bronz                                                                             | Bronz    |
| 100 m                | Dafne Schippers (NED)                                                      | 10,90    | Ivet Lalova-Collio (BUL)                                               | 11,20      | Mujinga Kambundji (SUI)                                                           | 11,25    |
| 200 m                | Dina Asher-Smith (GBR)                                                     | 22,37    | Ivet Lalova-Collio (BUL)                                               | 22,52      | Gina Lückenkemper (GER)                                                           | 22,74    |
| 400 m                | Libania Grenot (ITA)                                                       | 50,73    | Floria Gueï (FRA)                                                      | 51,21      | Anyika Onuora (GBR)                                                               | 51,47    |
| 800 m                | Nataliya Pryshchepa (UKR)                                                  | 1:59,70  | Rénelle Lamote (FRA)                                                   | 2:00,19    | Lovisa Lindh (SWE)                                                                | 2:00,37  |
| 1500 m               | Angelika Cichocka (POL)                                                    | 4:33,00  | Sifan Hassan (NED)                                                     | 4:33,76    | Ciara Mageean (IRL)                                                               | 4:33,78  |
| 5000 m               | Yasemin Can (TUR)                                                          | 15:18,15 | Meraf Bahta (SWE)                                                      | 15:20,54   | Stephanie Twell (GBR)                                                             | 15:20,70 |
| 10 000 m             | Yasemin Can (TUR)                                                          | 31:12,86 | Dulce Félix (POR)                                                      | 31:19,03   | Karoline Bjerkeli Grøvdal (NOR)                                                   | 31:23,45 |
| Semimaraton          | Sara Moreira (POR)                                                         | 1:10:19  | Veronica Inglese (ITA)                                                 | 1:10:35    | Jéssica Augusto (POR)                                                             | 1:10:55  |
| 100 m garduri        | Cindy Roleder (GER)                                                        | 12,62    | Alina Talai (BLR)                                                      | 12,68      | Tiffany Porter (GBR)                                                              | 12,76    |
| 400 m garduri        | Sara Slott Petersen (DEN)                                                  | 55,12    | Joanna Linkiewicz (POL)                                                | 55,33      | Lea Sprunger (SUI)                                                                | 55,41    |
| 3000 m obstacole     | Gesa Felicitas Krause (GER)                                                | 9:18,85  | Luiza Gega (ALB)                                                       | 9:28,52 RN | Özlem Kaya (TUR)                                                                  | 9:35,05  |
| Ștafetă 4×100 m      | Țările de Jos Jamile Samuel Dafne Schippers Tessa van Schagen Naomi Sedney | 42,04 RN | Regatul Unit Asha Philip Dina Asher-Smith Bianca Williams Daryll Neita | 42,45      | Germania Tatjana Pinto Lisa Mayer Gina Lückenkemper Rebekka Haase                 | 42,48    |
| Ștafetă 4×400 m      | Regatul Unit Emily Diamond Anyika Onuora Eilidh Doyle Seren Bundy-Davies   | 3:25,05  | Franța Phara Anacharsis Brigitte Ntiamoah Marie Gayot Floria Gueï      | 3:25,96    | Italia Maria Benedicta Chigbolu Maria Enrica Spacca Chiara Bazzoni Libania Grenot | 3:27,49  |
| Săritura în înălțime | Ruth Beitia (ESP)                                                          | 1,98     | Mirela Demireva (BUL) · Airinė Palšytė (LTU)                           | 1,96       |                                                                                   |          |
| Săritura în lungime  | Ivana Španović (SRB)                                                       | 6,94     | Jazmin Sawyers (GBR)                                                   | 6,86       | Malaika Mihambo (GER)                                                             | 6,65     |
| Săritura cu prăjina  | Ekaterini Stefanidi (GRE)                                                  | 4,81 RC  | Lisa Ryzih (GER)                                                       | 4,70       | Angelica Bengtsson (SWE)                                                          | 4,65     |
| Triplusalt           | Patricia Mamona (POR)                                                      | 14,58 RN | Hanna Minenko (ISR)                                                    | 14,51      | Paraskevi Papachristou (GRE)                                                      | 14,47    |
| Aruncarea greutății  | Christina Schwanitz (GER)                                                  | 20,17    | Anita Márton (HUN)                                                     | 18,72      | Emel Dereli (TUR)                                                                 | 18,22    |
| Aruncarea discului   | Sandra Perković (CRO)                                                      | 69,97    | Julia Fischer (GER)                                                    | 65,77      | Shanice Craft (GER)                                                               | 63,89    |
| Aruncarea suliței    | Tațiana Haladovici (BLR)                                                   | 66,34 RN | Linda Stahl (GER)                                                      | 65,25      | Sara Kolak (CRO)                                                                  | 63,50 RN |
| Aruncarea ciocanului | Anita Włodarczyk (POL)                                                     | 78,14    | Betty Heidler (GER)                                                    | 75,77      | Hanna Skydan (AZE)                                                                | 73,83    |
| Heptatlon            | Anouk Vetter (NED)                                                         | 6626 RN  | Antoinette Nana Djimou (FRA)                                           | 6458       | Ivona Dadic (AUT)                                                                 | 6408 RN  |

## Clasament pe medalii
| Loc   | Țară          | Aur | Argint | Bronz | Total |
| ----- | ------------- | --- | ------ | ----- | ----- |
| 1     | Polonia       | 6   | 5      | 1     | 12    |
| 2     | Germania      | 5   | 4      | 7     | 16    |
| 3     | Regatul Unit  | 5   | 3      | 8     | 16    |
| 4     | Turcia        | 4   | 5      | 3     | 12    |
| 5     | Țările de Jos | 4   | 1      | 2     | 7     |
| 6     | Spania        | 3   | 4      | 1     | 8     |
| 7     | Portugalia    | 3   | 1      | 2     | 6     |
| 8     | Franța        | 2   | 5      | 3     | 10    |
| 9     | Italia        | 2   | 2      | 3     | 7     |
| 10    | Belgia        | 2   | 1      | 0     | 3     |
| 11    | Elveția       | 2   | 0      | 3     | 5     |
| 12    | Belarus       | 1   | 2      | 0     | 3     |
| 13    | Norvegia      | 1   | 0      | 2     | 3     |
| 14    | Croația       | 1   | 0      | 1     | 2     |
| 14    | Grecia        | 1   | 0      | 1     | 2     |
| 14    | Serbia        | 1   | 0      | 1     | 2     |
| 17    | Danemarca     | 1   | 0      | 0     | 1     |
| 17    | Letonia       | 1   | 0      | 0     | 1     |
| 17    | Ucraina       | 1   | 0      | 0     | 1     |
| 20    | Cehia         | 0   | 4      | 0     | 4     |
| 21    | Bulgaria      | 0   | 3      | 0     | 3     |
| 22    | Suedia        | 0   | 2      | 2     | 4     |
| 23    | Ungaria       | 0   | 2      | 0     | 2     |
| 24    | Albania       | 0   | 1      | 0     | 1     |
| 24    | Israel        | 0   | 1      | 0     | 1     |
| 24    | Lituania      | 0   | 1      | 0     | 1     |
| 27    | Austria       | 0   | 0      | 1     | 1     |
| 27    | Azerbaidjan   | 0   | 0      | 1     | 1     |
| 27    | Estonia       | 0   | 0      | 1     | 1     |
| 27    | Finlanda      | 0   | 0      | 1     | 1     |
| 27    | Irlanda       | 0   | 0      | 1     | 1     |
| 27    | Slovenia      | 0   | 0      | 1     | 1     |
| Total | Total         | 46  | 47     | 46    | 139   |

## Participarea României la campionat

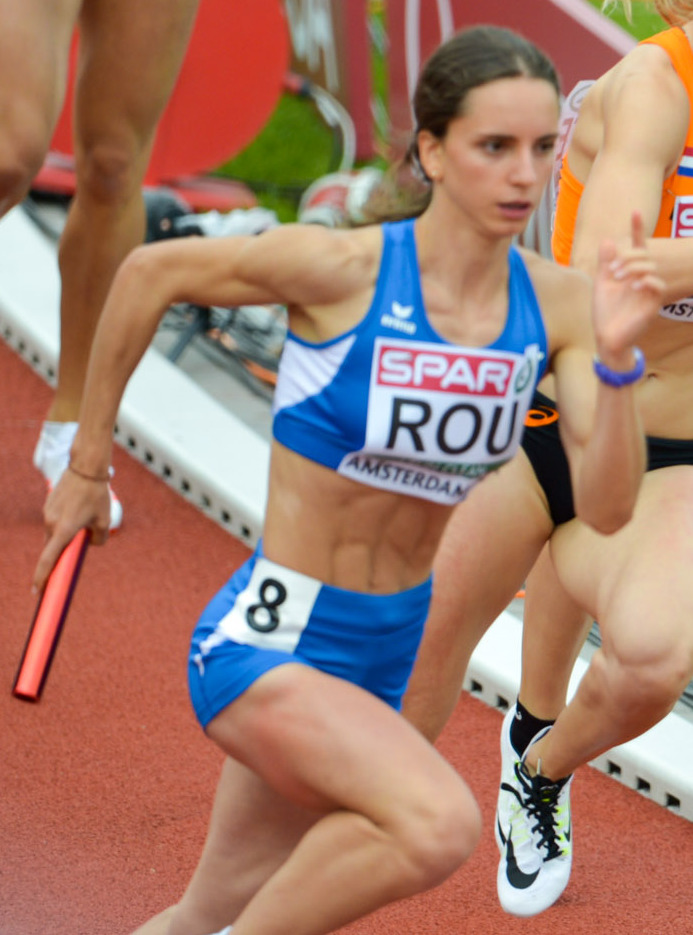
Andrea Miklós

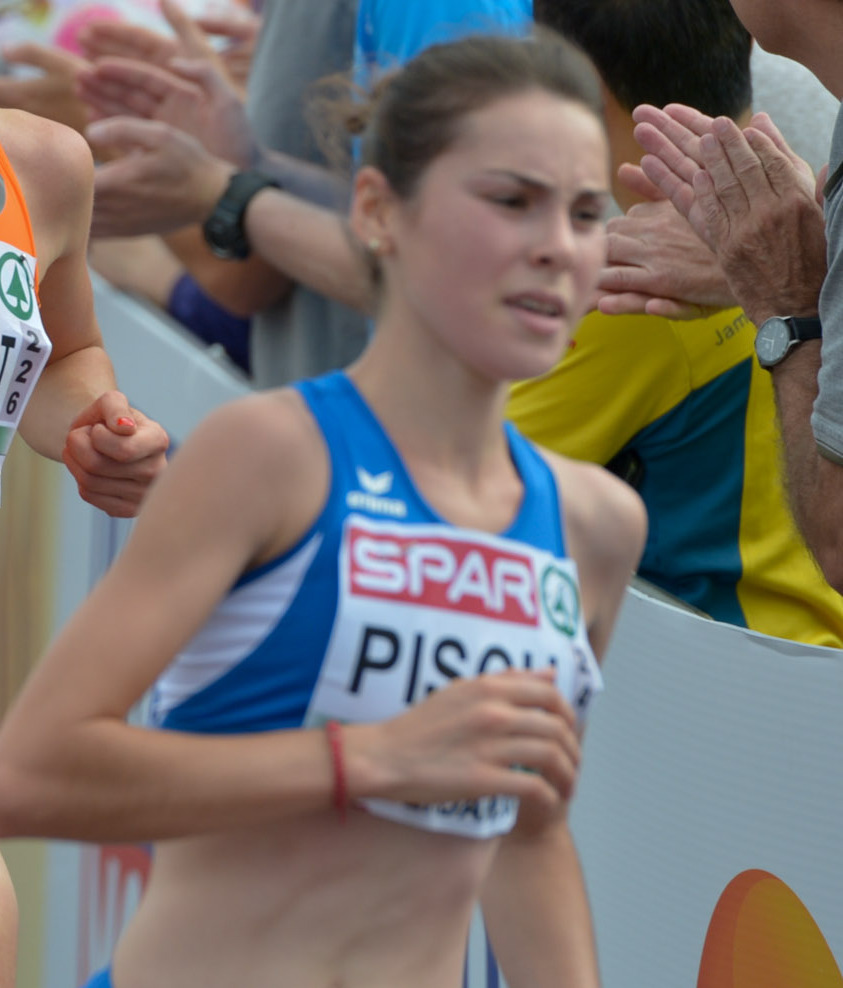
Andreea Pîșcu

23 de atleți au reprezentat România.
- Andrei Toader – greutate - locul 6
- Mădălina Florea – semimaraton - locul 7
- Adelina Pastor – 400 m - locul 16, 4×400 m - locul 7
- Anamaria Ioniță – 4×400 m - locul 7
- Sanda Belgyan – 400 m - locul 26, 4×400 m - locul 7
- Andrea Miklos – 4×400 m - locul 7
- Florina Pierdevară – 800 m - locul 16, 1500 m - locul 13
- Ionuț Andrei Neagoe – 200 m - locul 17, 4×100 m - locul 16
- Daniel Budin – 4×100 m - locul 16
- Ioan Andrei Melnicescu – 4×100 m - locul 16
- Cătălin Cîmpeanu – 4×100 m - locul 16
- Andrei Gag – greutate - locul 16
- Elena Panțuroiu – triplusalt - locul 16
- Ancuța Bobocel – 3000 m obstacole - locul 17
- Andreea Ogrăzeanu – 100 m - locul 18
- Claudia Bobocea – 800 m - NT, 1500 m - locul 19
- Anamaria Nesteriuc – 100 m garduri - locul 20
- Paula Todoran – semimaraton - locul 22
- Marius Ionescu – semimaraton - locul 25
- Marian Oprea – triplusalt - locul 27
- Andreea Pîșcu – semimaraton - locul 45
- Liliana Danci – semimaraton - NT
- Andrei Toader – greutate - DS

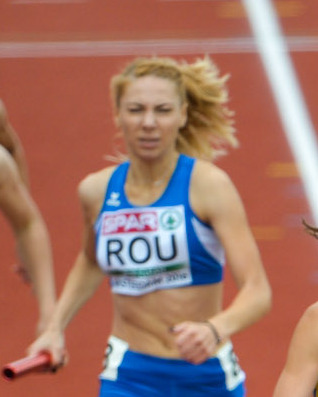
Anamaria Ioniță
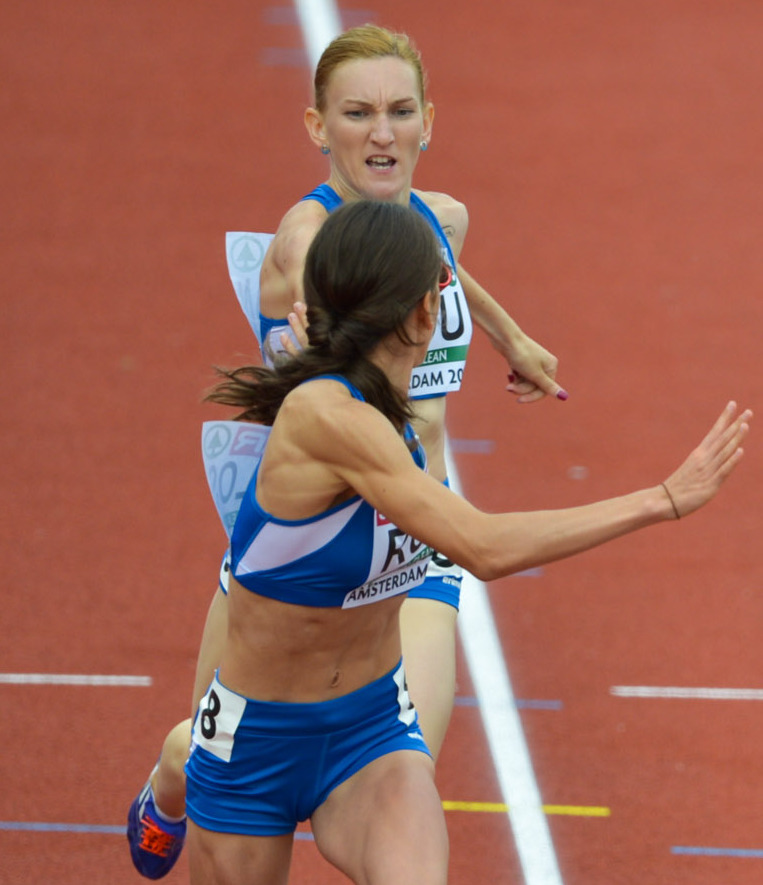
Sanda Belgyan

## Participarea Republicii Moldova la campionat

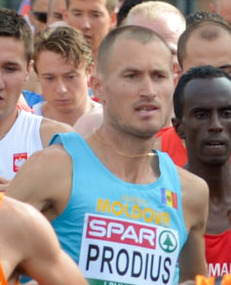
Roman Prodius

8 atleți au reprezentat Republica Moldova.
- Zalina Marghieva – ciocan - locul 5
- Serghei Marghiev – ciocan - locul 8
- Marina Nichișenco – ciocan - locul 14
- Natalia Stratulat – disc - locul 20
- Roman Prodius – semimaraton - locul 22
- Ivan Emilianov – greutate - locul 25
- Dimitriana Surdu – greutate - locul 25
- Vladimir Letnicov – triplusalt - locul 26